# Gramophone Classical Music Award
De Gramophone Classical Music Award (meestal afgekort tot Gramophone Award) is een Britse onderscheiding voor opnames van klassieke muziek. De prijs is vergelijkbaar met de Grammy Award en wordt beschouwd als de belangrijkste prijs binnen de klassieke muziekwereld.
De Amerikaanse Grammy Award heette oorspronkelijk ook Gramophone Award, maar het betreft dus twee verschillende prijzen.
De prijs wordt sinds 1977 jaarlijks uitgereikt door het Britse tijdschrift Gramophone. De prijswinnaars worden geselecteerd door een groep muziekrecensenten, muziekproducenten en musici in opdracht van het tijdschrift. De prijs Orchestra of the Year wordt als enige toegekend door de lezers van het tijdschrift, die jaarlijks mogen stemmen op een van de genomineerde orkesten.

## Categorieën
Onder de onderscheidingen die uitgereikt worden vallen prijzen voor:
- Muziekgenres: Lied, concerto's, kamermuziek, koormuziek, instrumentaal, opera
- Tijdvakken: Eigentijdse muziek, Barok, Oude Muziek
- Uitvoerenden: (Young) Artist of the Year, Lifetime Achievement, Orchestra of the Year
- Solo vocalist
- Muziekproductie: Label of the Year, Recording of the Year, Concept Album of the Year

## Onderscheidingen voor Belgische en Nederlandse musici sinds 1977
- 2020 Contemporary: Thomas Adès: Piano Concerto / Totentanz, door mezzosopraan Christianne Stotijn (Nl) e.a. en het Boston Symphony Orchestra onder leiding van Thomas Adès
- 2019 Opera: J. F. Halévy: La Reine de Chype, solisten, Vlaams Radiokoor (B) en Orchestre de Chambre de Paris o.l.v Hervé Niquet
- 2019 Label of the Year: Pentatone, Nederlands label
- 2018 Choral: D. Buxtehude: Abendmusiken, door ensemble Vox Luminis (B), Ensemble Masques en Olivier Fortin o.l.v. Lionel Meunier
- 2017 Choral: W.A. Mozart, Mis in c-klein, KV427, Exsultate, jubilate, KV165, met mezzosopraan Olivia Vermeulen (Nl) e.a. en het Bach Collegium Japan o.l.v. Masaaki Suzuki
- 2016 Choral: A. Schönberg: Gurre-lieder, door o.a. het Nederlands Vrouwen Jeugdkoor e.a. en het Gürzenich Orchestra Keulen o.l.v. Markus Stenz
- 2015 Lifetime Achievement: Bernard Haitink (Nl)
- 2013 Opera: G. Puccini, Il Trittico, door o.a. sopraan Eva-Maria Westbroek (Nl) e.a. en het Royal Opera Chorus en Orchestra of the Royal Opera House o.l.v. Antonio Pappano
- 2012 Baroque Vocal (Record of the Year): Heinrich Schütz: Musikalische Exequien, door Vox Luminis (B) o.l.v. Lionel Meunier
- 2005 Choral: J. Haydn: Die Jahreszeiten, door solisten, het RIAS Kammerchor en Freiburger Barockorchester o.l.v. dirigent René Jacobs (B)
- 2004 Opera (Record of the Year): W.A. Mozart: Le nozze di Figaro, door solisten, Collegium Vocale Gent (B) en Concerto Köln o.l.v. René Jacobs (B)
- 2002 Contemporary: Harrison Birtwistle: Pulse Shadows, door de Amerikaans-Nederlandse sopraan Claron McFadden, het Arditti Quartet en het Nash Ensemble o.l.v. dirigent Reinbert de Leeuw (Nl)
- 2002 Historic Reissue: Testament, heruitgave van Fauré's 13 nocturnes, gespeeld door Germaine Thyssens-Valentin (Nl/F)
- 1999 Baroque Vocal: Alessandro Scarlatti: Il primo omicidio, door solisten en de Akademie für alte Musik Berlin o.l.v. René Jacobs (B)
- 1997 Baroque vocal: Antonio Caldara: Maddalena ai piedi di Cristo, door de Schola Cantorum Basiliensis o.l.v. Rene Jacobs (B)
- 1993 Orchestral: Paul Hindemith: Kammermusik, door het Koninklijk Concertgebouworkest (Nl) o.l.v. Riccardo Chailly
- 1993 Opera: Francis Poulenc: Dialogues des Carmélites, door o.a. bas-bariton José van Dam (B) e.a. aan de Opéra National de Lyon o.l.v. Kent Nagano
- 1992 Baroque Vocal: G.F. Handel: Giulio Cesare, solisten en Concerto Köln o.l.v. René Jacobs (B)
- 1992 Opera: Richard Strauss: Die Frau ohne Schatten, door o.a. José van Dam (B) e.a. en de Wiener Philharmoniker o.l.v. George Solti
- 1990 Orchestral: Ralph Vaughan Williams: A Sea Symphony, door Felicity Lott, Jonathan Summers en het London Philharmonic Orchestra o.l.v. Bernard Haitink (Nl)
- 1990 Special Achievement: J.S. Bach: Das Kantatenwerk Vol. 1–45, o.a. door het Leonhardt Consort (Nl) o.l.v. Gustav Leonhardt (Nl)
- 1986 Concerto: L. van Beethoven: Pianoconcerten Nr. 3 & 4, door Murray Perahia en het Koninklijk Concertgebouworkest (Nl) o.l.v Bernard Haitink (Nl)
- 1986 Orchestral: Vaughan Williams: Sinfonia Antarctica, door Sheila Armstrong en het London Philharmonic Orchestra & Choir o.l.v Bernard Haitink (Nl)
- 1985 Opera: W.A. Mozart: Don Giovanni, solisten en het London Philharmonic Orchestra o.l.v. Bernard Haitink (Nl)
- 1982/1983 Engineering en Orchestral: D. Sjostakovitsj, Symfonie No. 5, Koninklijk Concertgebouworkest (Nl) o.l.v. Bernard Haitink (Nl)
- 1978 Historical: C.W. Gluck, Orfeo ed Euridice, Kathleen Ferrier e.a. en het koor en orkest van De Nederlandse Opera o.l.v. Charles Bruck